# Кентукки в Гражданской войне
Штат Кентукки был южным штатом, и во время Гражданской войны в США являлся пограничным штатом. В начале войны он официально объявил о нейтралитете, но очень быстро его нейтралитет был нарушен обеими армиями. В начале войны армия Конфедерации контролировала почти половину штата, но после 1862 года он полностью перешёл под контроль федеральной армии. В историографии Гражданской войны Кентукки описывается как южный штат со смешанными симпатиями, политическим расколом населения, с многочисленными внутренними вооружёнными конфликтами, активностью партизан и частыми вторжениями южной кавалерии.
На территории Кентукки прошла одна из крупных кампаний войны: Кентуккийская кампания, здесь произошло несколько крупных сражений, в частности, сражение при Милл-Спрингс и Сражение при Перривилле. В боях в Кентукки принимали участие знаменитые генералы: Улисс Грант (на стороне севера), Натан Форрест и Джон Морган (на стороне юга).
Примерно 35 000 кентуккийцев приняли участие в войне на стороне Конфедерации и 125 000 воевали в составе федеральной армии. 24000 чернокожих кентуккийцев, как бывших рабов, так и свободных, присоединились к северянам.

### Статьи
- Wilson Porter Shortridge. Kentucky Neutrality in 1861 (англ.) // The Mississippi Valley Historical Review. — Oxford University Press, 1923. — Vol. 9, iss. 4. — P. 283—301. — doi:10.2307/1886256.
- Amy Murrell Taylor. Introduction: Civil War Governors of Kentucky (англ.) // The Register of the Kentucky Historical Society. — Kentucky Historical Society, 2019. — Vol. 117, iss. 2. — P. 151—159.